# Pseudobiotus vladimiri
Pseudobiotus vladimiri är en djurart som tillhör fylumet trögkrypare, och som beskrevs av Biserov, Dudichev och Biserova 200. Pseudobiotus vladimiri ingår i släktet Pseudobiotus och familjen Hypsibiidae. Inga underarter finns listade i Catalogue of Life.